# 当番弁護士 (テレビドラマ)
『当番弁護士』（とうばんべんごし）は、1995年から1999年まで日本テレビ系「火曜サスペンス劇場」で放送されたテレビドラマシリーズ。全8回。原作は小杉健治。主演は坂口良子。

## キャスト

### 園井・梶原法律事務所
梶原藤子（ふじこ）
演 - 坂口良子
弁護士。弁護士会から派遣された当番弁護士として、取調べ段階から、被疑者の嫌疑を守ることを主とする。かつては、弁護士のおしどり夫婦として、共に弁護士であった夫と弁護活動をしていたが、夫の死（第1作では4年前）をきっかけに、園井と共同の事務所を構える。事件に対しての取り組み方が真っ直ぐなため、危険な印象を周囲に与えるが、彼女の長所でもある。
園井道夫
演 - 小野寺昭
弁護士。藤子と共同の事務所を構える。藤子を、夫婦で弁護活動をしていた頃からよく知る人物で、理解者。
高林東一
演 - 斉藤隆治（第1作 - 第4作）
調査員。司法試験に何度か失敗している。
加山さおり
演 - 沢本友希美（第3作・第4作）
事務員。
深沢美佳
演 - 舟木幸（第5作 - 第8作）
新米弁護士。

### その他
梶原陽子
演 - 松下恵（第1作 - 第5作）、志村光代（第6作）、宮川由起子（第7作）、大谷みつほ（第8作）
陽介と藤子の娘。高校生で美術部に所属している。
梶原陽介
演 - 平山雅久（第2作 - 第7作）
弁護士。藤子の夫。第1作の4年前に死亡。命日は8月4日。

### ゲスト
第1作「カナリアは餌を食べたか―2つの殺人事件を繋ぐ容疑者の謎の伝言」（1995年）
- 武田満（不動産屋） - 尾美としのり
- 伊那尾和子（スナック「美鈴」ママ） - 中島ゆたか
- 常見浩（警視庁警部） - 宮内洋
- 初沢友子（初沢の妻） - 山本ふじこ
- 岸本衛生（排水設備士） - 高峰圭二
- 伊那尾一郎（和子の夫） - 加島潤
- 伊吹芳子 - 樋田慶子
- 初沢努（酒店の婿養子） - 中西良太
- 岸本美代（岸本と弓子の娘） - 吉田仁美
- 検事 - 真田健一郎
- 岸本弓子（岸本の妻） - あめくみちこ
- 森高千吉（建設作業員・岸本の幼馴染） - 地井武男
- 小林元樹、渡辺明子、愛賀あいり、山崎聰弘、小田草之介、池ノ橋文太、中舘英暢、佐々森勇二、五野上力、石田哲也、八百原寿子、佐々木庸子、真田大介、吉野貴宏、吉田天志、片山毅、中島信行

第2作「過去を捨てた女と未来を拾った女…幸福な夢を狂わす黄色いスカーフ」（1996年）
- 石山知鶴子（石山の娘） - 秋本奈緒美
- 長井吹江（長井の妻） - 沖直未
- 飯島恒夫（不動産会社社員） - 川﨑麻世
- 鳥飼（世田谷北警察署 刑事） - 宮内洋
- 長井礼次（会社社長） - 仲恭司
- 香川啓子（吹江の高校時代の同級生） - 影山依子
- 住職 - 河合絃司
- 平井和子（OL） - 岩咲朱実
- 取立屋 - 内村悟郎
- 氷見武子（長井の愛人） - 神保美喜
- 石山清文（小料理屋「いしやま」店主） - 北村和夫
- 山本信嗣、白石明子、河田義市、石丸ひろし、大高力也、藤井英二、佐々木庸子、樋口忠正、岩井亮、片山毅、井上学、川北恵理子、谷昭美、吉野貴宏、山門久美、大沢敦子、塩崎真紀、成田美穂、奥谷真琴、古葉幸恵、吉田孝、菅玲奈、佐藤末來

第3作「金融業者殺しの無実を立証できるポケベル援助交際の女子高生を探せ」（1997年）
- 樋口江利子（美樹の継母） - 一色彩子
- 樋口美樹（梶原陽子の親友） - 小笠原亜里沙
- 今井千加子 - 赤座美代子
- 森（中央南警察署 刑事） - 辻萬長
- 辻良一（喫茶店「マロニエ」経営者） - 村野武範
- 加藤英信、石丸ひろし、河田義市、久木念、和泉史郎、浅里昌吾、羽尾稔、佐々木庸子、片山毅、野山操、久賀健治、山門久美、川北恵理子、佐々木真由美

第4作「7年前は傷害、今度は放火殺人 同じ男が同じ男を二度も狙った理由」（1997年）
- 多島正人（レストラン「西洋亭」料理長・杏子の夫・婿養子） - 大門正明
- 脇坂司郎（中堅画家） - 有川博
- 野中和美（脇坂の弟子） - 中野若葉
- 内田（秋葉北警察署 刑事） - 妹尾洸
- 布谷（布谷医院 院長） - 加島潤
- 多島律（杏子の母） - 山本緑
- 多島英生（脇坂と杏子の息子） - 太田翔平
- 脇坂尚子（脇坂の妻） - 北林早苗
- 多島杏子（レストラン「西洋亭」オーナー） - 萩尾みどり
- 石丸ひろし、小田草之介、篠原靖治、片山毅、野山操、井上学、山門久美、越中谷明扇、塩野崎淳、大久保加澄、塩野真紀

第5作「兄は婦女暴行、妹は殺人―夜の公園でハーモニカを吹く車イスの青年の証言」（1998年）
- 松本正明（幸子の異母兄） - 宮川一朗太
- 野崎正一（下半身が不自由） - 尾美としのり
- 児玉弘之（スナック「ポエム」マスター・美津子の愛人） - 堀内正美
- 平野美津子（新栄銀行 行員・幸子の同僚） - 諸江みなこ
- 不動産屋 - 三上真一郎
- 裁判官 - 高松英郎
- 南喜代（正明の母） - 宗方奈美
- 検事 - 誠直也
- 楠見（城西中央警察署 警部） - 辻萬長
- 松本幸子（新栄銀行 行員） - いしのようこ
- 岡千絵、西山周吾、下出丞一、森憲幸、和智恵子、野山操、大栄ツトム、野口寛、片山毅、島田真由美、山門久美、富山秀人、宮本弥生、中野絵理子、鈴木里沙、岩井亮、平山智哉子

第6作「同窓会の夜と結婚記念日の夜、一人の女を争った二人の男が殺された」（1998年）
- 大山万里（藤子の同級生） - 高瀬春奈
- 谷沢信也（証券マン・美沙子の夫） - 寺泉憲
- 野中さやか（女子大生・大山の愛人） - 中野若葉
- 牧野（警視庁刑事） - 堀田真三
- 大山雄作（大山興産 社長・万里の後夫） - 三上真一郎
- 大山由加（土屋と万里の娘・高校生） - 倉本里沙
- 谷沢秀夫（美沙子の息子） - 福原学
- 土屋和久（万里の前夫） - 斉藤暁
- 仲井（福島県警福南中央警察署 警部） - 誠直也
- 谷沢美沙子（藤子の親友） - 杜けあき
- 森一、三浦清光、下出丞一、ただのあっ子、野原ひろみ、桜堂昌幸、小野崎由雄、片山毅、島田真由美、平野滋、山門久美、岩井亮、野山操、宮本弥生

第7作「団地から身を投げた少女を殺したと言い張る15歳の少年の切ない純情」（1999年）
- 新井和己（健一の担任・美術部顧問） - 羽場裕一
- 吉野絹代（保健科教師） - 有沢妃呂子
- 戸塚（世田谷北警察署 警部） - 高岡健二
- 岡田徹 - 鈴木ヤスシ
- 裁判官 - 堀田真三
- 久保健一（高校1年生） - 笠原秀幸
- 間宮かおり（健一のクラスメイトで恋人・梶原陽子の後輩） - 市川奈々
- 間宮誠一（役所職員・かおりの父） - 野口雅弘
- 間宮節子（お花の先生・かおりの母） - 麻丘めぐみ
- 久保律子（スナックのママ・健一の母） - 宮下順子
- 出丞一、菅野ゆき子、沢初美、松原智規、中村有史、小林範久、不破裕介、松井孝弘、豊田一生、三浦清光、吉田雪映、畑野祥二郎、井上学、島田真由美、片山毅、野山操、藤田圭宣、金村瞳、山口清裕、山口友裕、平野滋

第8作「寝たきりの妻を殺したと自首した老夫が抱える介護と愛憎と孫の幸せ」（1999年）
- 祖父江太吉（そふえクリーニング 経営者・勝江の夫） - すまけい
- 祖父江耕二（太吉と勝江の次男） - 下條アトム
- 澄田（世田谷南警察署 刑事） - 大場順
- 北尾秀行（北尾病院 院長） - 南條豊
- 小沢牧子（北尾病院 看護婦） - 倉田恭子
- 相川圭介（桐子と共同で輸入雑貨店「ミラノ」を経営） - 高見周
- 北尾めぐみ（北尾と桐子の娘） - 鈴木優子
- 祖父江勝江（寝たきりの妻） - 三條美紀
- 北尾桐子（北尾の妻・太吉と勝江の長女） - 津山登志子
- 祖父江和代（太吉と勝江の長男の嫁・未亡人） - 平淑恵

## スタッフ
- 原作・原案 - 小杉健治
- 脚本 - 石松愛弘
- 監督 - 長谷和夫（第1作・第4作）、南部英夫（第2作・第8作）、猪崎宣昭（第3作）、三好雄大（第5作・第6作）、田村浩太朗（第7作）
- 撮影 - 矢田行男（第1作・第2作・第4作・第5作）、野口幸二郎（第3作）、兼松熈太郎（第6作・第7作）
- 照明 - 服部耐次（第1作・第2作）、松井博（第3作）、渡辺康（第4作 - 第7作）
- 美術 - 川船夏夫（第1作 - 第7作）
- 録音 - 芦原邦彦（第1作）、川田保（第2作・第4作・第6作・第7作）、相川比登志（第3作）、土屋和之（第5作）
- VE - 小林昭旨（第1作）、畠野栄一郎（第2作・第4作 - 第6作）、山形充（第3作）
- スクリプター（第1作・第2作は記録と表示） - 山下千鶴（第1作・第2作・第6作）、加藤美代子（第3作）、佐々木禮子（第4作）、斉藤能子（第5作）
- フォカス - 岸田隆（第4作 - 第6作）
- 編集 - 松竹利郎（第1作・第4作 - 第6作）、平沢政吾（第2作）、井上秀明（第3作）
- 装飾 - 山本昭夫（第1作）、土屋栄次（第1作）、山澤克明（第2作 - 第6作）
- 持道具 - 木村容紹（第1作）、西村美津子（第2作・第6作）、伊藤達也（第3作）、横尾正美（第4作）
- 衣裳 - 南拓也（第1作）、松竹衣裳（第2作・第3作・第5作・第6作）、佐藤愉貴子（第4作・第5作）
- 美粧（第4作 - はメイクと表記） - 島方朋子（第1作）、兼次泉（第2作）、堀貴子（第3作）、米田潤也（第3作）、河野三保（第4作・第5作）、田辺由利子（第6作）
- スタイリスト - 西ゆり子（第1作・第4作 - 第6作）
- スチール - 川澄雅一（第1作）、阿部昌弘（第4作 - 第6作）
- 装置（第4作は建込み） - 金澤直晴（第3作 - 第6作）
- 助監督 - 田村浩太朗（第1作・第2作・第6作）、江草和則（第3作）、野崎邦夫（第4作）、牧田光生（第5作）、丹野雅仁（第6作）
- 制作進行 - 足立光正（第3作・第5作）、太田政雄（第5作）、中邑元昭（第6作）
- 制作担当 - 太田政雄（第1作）、大塚尚史（第1作）、天見一男（第1作）、伊勢雅義（第3作）、東克治（第4作）
- 特機 - エヌケイ特機（第5作）
- 車輌 - ブーム（第1作）、東西エキスプレス（第3作 - 第6作）
- 仕上げ - 映広（第1作・第3作 - 第5作）
- 技術 - テレニクス（第1作）
- 技術協力 - ビデオフォーカス（第1作）
- 整音 - 中田裕章（第1作・第5作・第6作）、山本逸美（第3作・第4作）
- 効果 - 脇坂孝行（第1作・第4作 - 第6作）、橋本正二（第3作）
- 選曲 - 茶畑三男（第1作）、中田裕章（第4作・第6作）
- VTR編集 - 来栖和成（第1作・第3作 - 第6作）
- 監修 - 今中幸男（第2作 - 第6作）、畑田耕司（第4作）
- PR担当 - 難波佐保子（第1作・第3作）、河村良子（第4作・第5作）、高橋修之（第6作）
- 番組デスク - 古谷理枝（第3作 - 第6作）
- 音楽協力 - 日本テレビ音楽（第1作・第3作 - 第6作）
- 協力 - 東放学園（第1作 - 第6作）、東京アナウンス学院（第1作 - 第6作）、T.A.G（第1作 - 第5作）、アート芸能（第1作・第2作）、専修大学（第1作）、辻惠（第1作 - 第5作）、足立光正（第1作）、馬場法律事務所（第6作）、八王子栄養専門学校（第6作）、アルテック（第6作）、マスダ増（第6作）
- 撮影協力
  - 第6作 - 須賀川市、ホテルバーデン、須賀川牡丹園、福花園、はまつグループ
- プロデューサー - 酒井浩至、磯田啓二、大西悦子
- 制作・著作 - 磯田事務所
- 制作 - 日本テレビ

## 放送日程
| 話数 | 放送日         | サブタイトル                                                        | 原作             | 脚本     | 監督       | 視聴率 |
| ---- | -------------- | ------------------------------------------------------------------- | ---------------- | -------- | ---------- | ------ |
| 1    | 1995年10月17日 | カナリアは餌を食べたか―2つの殺人事件を繋ぐ容疑者の謎の伝言          | 『不遜な被疑者』 | 石松愛弘 | 長谷和夫   | 15.2%  |
| 2    | 1996年06月18日 | 過去を捨てた女と未来を拾った女…幸福な夢を狂わす黄色いスカーフ       | 『悲しい被疑者』 | 石松愛弘 | 南部英夫   | 19.2%  |
| 3    | 1997年02月04日 | 金融業者殺しの無実を立証できるポケベル援助交際の女子高生を探せ      |                  | 石松愛弘 | 猪崎宣昭   | 18.3%  |
| 4    | 8月19日        | 7年前は傷害、今度は放火殺人 同じ男が同じ男を二度も狙った理由        |                  | 石松愛弘 | 長谷和夫   | 17.4%  |
| 5    | 1998年01月27日 | 兄は婦女暴行、妹は殺人―夜の公園でハーモニカを吹く車イスの青年の証言 |                  | 石松愛弘 | 三好雄大   | 16.7%  |
| 6    | 6月23日        | 同窓会の夜と結婚記念日の夜、一人の女を争った二人の男が殺された      |                  | 石松愛弘 | 三好雄大   | 17.4%  |
| 7    | 1999年02月16日 | 団地から身を投げた少女を殺したと言い張る15歳の少年の切ない純情      |                  | 石松愛弘 | 田村浩太朗 |        |
| 8    | 8月03日        | 寝たきりの妻を殺したと自首した老夫が抱える介護と愛憎と孫の幸せ      |                  | 石松愛弘 | 南部英夫   | 19.7%  |

- 視聴率はビデオリサーチ調べ、関東地区・世帯